# Campagna del Kentucky
Per campagna del Kentucky si intende una successione di battaglie combattute nel 1862 in Kentucky e Tennessee orientale nel Teatro Occidentale della guerra di secessione americana.
L'esercito confederato guidato da Braxton Bragg ed Edmund Kirby Smith lanciò una serie di attacchi contro l'Armata dell'Ohio con lo scopo di accorpare lo stato cuscinetto del Kentucky nella Confederazione.
Nella prima fase della campagna i confederati riuscirono ad ottenere buoni successi ma a seguito della sconfitta nella battaglia di Perryville dovettero lasciare il Kentucky sotto il controllo dell'Unione per il resto del conflitto.

## Contesto
A seguito della battaglia di Fort Henry e della battaglia di Fort Donelson (entrambe del 1862) la US Navy era riuscita a prendere il controllo del corso dei fiumi Tennessee e Cumberland.
Inoltre, i confederati erano stati costretti ad evacuare lo snodo ferroviario di Corinth lasciando la gran parte del Tennessee occidentale in mano ai nordisti. New Orleans, la più grande città confederate del tempo, era stata occupata dall'ammiraglio David G. Farragut.
Di conseguenza una delle priorità dell'esercito confederato era mantenere il controllo del fiume Mississippi impedendo che le città di Chattanooga e Vicksburg cadessero in mano alle forze nordiste guidate da Don Carlos Buell.
Nell'agosto 1862 Bragg e Smith, partendo rispettivamente da Chattanooga e da Knoxville, invasero il Kentucky.

## Conseguenze
Dal punto di vista strategico la campagna del Kentucky fu un fallimento per la Confederazione e Bragg venne aspramente criticato dai suoi generali Leonidas Polk e William Joseph Hardee.